# Julia Alson
Julia Alson (Buenos Aires, 16 de enero de 1941 - ibídem, 11 de mayo de 1982) fue una bailarina, vedette y actriz argentina.

## Carrera
Alson fue una extraordinaria segunda vedette que incursionó en decenas de obras, en especial del género revisteril, junto a destacados capocómicos como Pepe Marrone, Alfredo Barbieri o Adolfo Stray. 
En cine se recuerda su único papel en la película Los caballeros de la cama redonda, junto con Alberto Olmedo y Jorge Porcel en 1973.
Alson sumó belleza y expresividad como vedette en distintos escenarios porteños. También intervino en distintos programas televisivos de género humorístico.

## Fallecimiento
Julia Alson falleció a temprana edad el 11 de mayo de 1982, víctima de un cáncer de colon. Sus restos descansan en el Panteón de la Asociación Argentina de Actores del Cementerio de la Chacarita. Alson tenía 41 años.

## Filmografía
- 1973: Los caballeros de la cama redonda.[1]

## Televisión
- ¡Qué vida ésta, señor!, de Abel Santa Cruz, emitido por Canal 9.
- 1960: Rubias de Nueva York (cosas que canto Gardel), con Ignacio Quirós, Dorita Burgos, Pedro Quartucci, Jovita Luna y Tony Vilas.
- 1965: La matraca, junto a un gran elenco que incluía a Osvaldo Terranova, Mimí Pons, Tino Pascali, Roberto García Ramos, Tito Climent y Thelma  Tixou.
- 1966: La cosquilla
- 1974: Revisterama, con María Concepción César, Julia Sandoval, Vicente Rubino, Mariquita Gallegos, Tino Pascali, Katia Iaros y Julio López.
- 1974: Festival de grandes comedias , con Oscar Casco y Lilian Valmar.
- 1975: Luminarias 75, conducido por Leonardo Simons, y junto a Horacio Bruno, Pochi Grey, María Alexandra, Guadalupe, Julio López, Alberto Anchart y Romualdo Quiroga.
- 1976: Caras y caretas
- 1978: Luz!!! Cámara!!! Humor!!!
- 1981: Service de humor , junto con Zulma Faiad.[2]

## Teatro
- Y Buenos Aires... Azul quedó! (1962), con Adolfo Stray, Alicia Márquez, Dorys del Valle y Héctor Rivera.
- Del 62... lo mejor! (1962).
- Miren que cabeza loca (1963) en el T. Maipo, junto a Dringue Farias, Juanita Martínez, Marta Ecco, Vicente Rubino y Zulma Faiad.
- Presidente con cara de ángel se necesita! (1963).
- Bikini S.A (1963).
- Solo para mayores (1964) con José Marrone, Juanita Martínez, Alfredo Barbieri, Virma González , Zulma Faiad y Silvia Scott.
- Verano 64 (1964) de Julio Porter, estrenada en el Teatro Maipo , con Zulma Faiad , Gloria Montes , Norma Castelar y Susana Rubio.
- Sexy (1964), con Pepe Arias, Dringue Farías, Zulma Faiad, Hilda Mayo, Susana Rubio y Tita Merello.

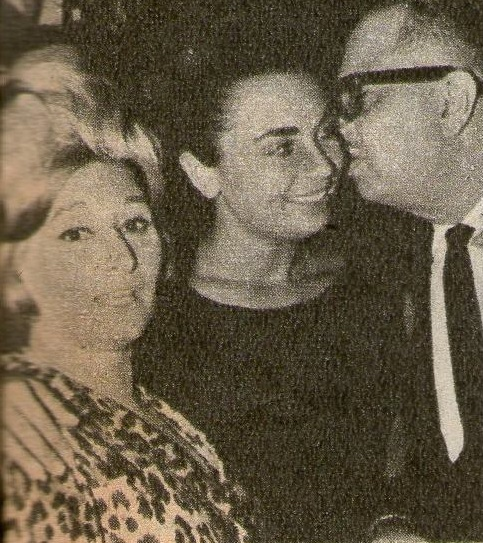
Gloria Montes, Julia Alson y Julio Porter durante una temporada teatral.

- Las que defienden al sexo (1964), junto a José Marrone, Juan Verdaguer, Juanita Martínez, Alfredo Barbieri, Vicente Rubino, Hilda Mayo, Sonia Grey, Rosángela y Susana Rubio.
- Pirujas y culandronas (1965), con Alfredo Barbieri, Rafael Carret, Alberto Anchart (h) y Amparito Castro.[3]
- Buenos Aires en primavera (1965), estrenada en el Teatro Nacional, junto a Adolfo Stray.
- Chin chin... verano y soda (1965), en el Teatro Maipo con Vicente Rubino, Hilda Mayo, Héctor Rivera, Maurice Jouvet, Mimí Pons, Jorge Sobral, Telecataplum, Rosángela, Los Duendes Gitanos, Norma Pons, José Carlos Romero, Pete Martín, Sonia Grey, Susana Rubio, Los Caribe Steel Band y Santiago Ayala y su ballet folklórico con Norma Viola.
- La banana mecánica  (1974), en el Teatro Cómico, con Pepe Marrone, Estela Raval y Moria Casán .
- Corrientes siempre Corrientes con Ubaldo Martínez, Nelly Beltrán, Diana Lupe, Juan Carlos de Seta y Mario Sapag. En el Popea Show.
- Frescos y fresquitas (1976), en el Teatro Astral, con Alfredo Barbieri, Don Pelele, Moria Casán, Carlos Scazziotta, Alberto Irízar, Mario Sánchez y María Rosa Fugazot.
- Así de simple (1977)[4]